# Нова Весь (гміна Вартковіце)
Нова Весь (пол. Nowa Wieś) — село в Польщі, у гміні Вартковиці Поддембицького повіту Лодзинського воєводства.
Населення — 164 особи (2011).
У 1975-1998 роках село належало до Серадзького воєводства.

## Демографія
Демографічна структура станом на 31 березня 2011 року:
|          | Загалом | Допрацездатний вік | Працездатний вік | Постпрацездатний вік |
| -------- | ------- | ------------------ | ---------------- | -------------------- |
| Чоловіки | 79      | 10                 | 52               | 17                   |
| Жінки    | 85      | 14                 | 47               | 24                   |
| Разом    | 164     | 24                 | 99               | 41                   |